# BAEP
BAEP staat voor brainstem auditory evoked potential. Dit is een hersentest. 
Door middel van een BAEP-test wordt de reactie van de hersenen gemeten op een prikkel van het gehoorsysteem.
Doel is informatie te verkrijgen over de werking van de gehoorzenuw.

## Onderzoek
Op de hoofdhuid wordt een aantal elektroden geplakt. De patiënt zit of ligt en krijgt vervolgens klikgeluiden aangeboden via een hoofdtelefoon.
Per oor wordt één meting gedaan, die ongeveer tien minuten duurt. 
De test duurt ongeveer een half uur tot drie kwartier. 